# 电子束曝光
电子束曝光（electron beam lithography）指使用电子束在表面上制造图样的工艺，是光刻技术的延伸应用。
光刻技术的精度受到光子在波长尺度上的散射影响。使用的光波长越短，光刻能够达到的精度越高。根据德布罗意的物质波理论，电子是一种波长极短的波。这样，电子束曝光的精度可以达到纳米量级，从而为制作纳米线提供了很有用的工具。电子束曝光需要的时间长是它的一个主要缺点。为了解决这个问题，纳米压印术应运而生。
电子束曝光在半导体工业中被广泛使用于研究下一代超大规模集成电路。